# Artère colique droite
L'artère colique droite (ou artère colique droite supérieure ou artère de l’angle droit du côlon) est une artère systémique de l'abdomen qui vascularise le côlon ascendant et l'angle colique droit.

## Origine
L'artère colique droite nait du bord droit de l'artère mésentérique supérieure cinq à sept centimètres en dessous du pancréas.

## Trajet
L'artère colique droite se dirige horizontalement vers la droite en arrière du péritoine et en avant des vaisseaux gonadiques droits, de l'uretère droit et du muscle grand psoas, pour atteindre le milieu du côlon ascendant.

## Terminaison
L’artère colique droite se divise en deux branches principales une branche ascendante qui monte vers l'angle colique droit et une branche descendante qui descend vers le côlon ascendant.

## Zone de vascularisation
La branche ascendante vascularise l'angle colique droit et la partie proximale du côlon transverse et s'anastomose avec l'artère colique moyenne formant l'artère marginale du côlon.
La branche descendante vascularise le côlon ascendant et la partie supérieure du cæcum et s’anastomose avec le rameau colique de l'artère iléocolique.

## Variation anatomique
L'artère colique droite peut également provenir directement de l'artère mésentérique supérieure ou d'un tronc commun avec l'artère colique moyenne ou avec l'artère iléocolique.
Rarement dans 10% des cas, elle peut être absente et remplacée par des branches des artères iléocolique ou colique moyenne.

## Aspect clinique
Lors d'une hémicolectomie droite visant à retirer le cæcum et le côlon ascendant, l'artère colique droite est ligaturée et retirée,. La ligature est réalisée à proximité de l'origine de l'artère colique droite à partir de l'artère mésentérique supérieure.
Si une partie de l'artère mésentérique supérieure est manquante en raison d'une anomalie congénitale, l'artère colique droite peut alimenter une partie de l'iléon.